# ديفيد كراير
ديفيد كراير (بالإنجليزية: David Cryer)‏ مواليد 8 مارس 1936 في إيفانستون، الولايات المتحدة، هو ممثل أمريكي فاز بجائزة المسرح العالمي.

## الأعمال
- الهروب من ألكتراز
- دالاس
- أز ذا وورلد تيرنز

## روابط خارجية
- ديفيد كراير على موقع IMDb (الإنجليزية)
- ديفيد كراير على موقع أول موفي (الإنجليزية)
- ديفيد كراير على موقع قاعدة بيانات برودواي على الإنترنت (الإنجليزية)
- ديفيد كراير على موقع قاعدة بيانات الفيلم (الإنجليزية)